# Marie Firmin Bocourt
Marie Firmin Bocourt (1819–1904) foi uma artista e zoóloga da França.

## Obras
- Bocourt, F. (1868) Descriptions de quelques crotaliens nouveaux appartenant au genre Bothrops, recueillis dans le Guatemala. Ann. Sci. Nat., Zool., ser. 5, vol. 10, p. 201–202.
- Duméril, A., Bocourt, F. Études sur les reptiles et les batraciens. en la série "Mission scientifique au Mexique et dans l'Amérique centrale., recherches zoologiques", 3e partie, 1ère section. Paris: Imprimerie Impériale.
- Duméril, A., Bocourt, F. & Mocquard, F. (1870-1909). Mission scientifique au Mexique et dans l'Amérique Centrale. Recherches zoologiques. Paris: Imprimerie Impériale
- Bocourt, F.  (1873a) Caractères d'une  espèce nouvelle d'iguaniens le  Sceleporus acathhinus.  Ann. Sci. Nat., Zool. (5)17(6): 1.
- Bocourt, F.  (1873b) Deux notes sur quelques  sauriens de l'Amérique tropicale.   Ann. Sci. Nat., Zool. Paleontol. (5)19(4): 1–5.
- Bocourt, F.  (1873c) Note sur quelques espèces nouvelles d'iguaniens du genre Sceleporus. Ann. Sci. Nat., Zool. (5)17(10): 1–2.
- Bocourt, F.  (1873–1897) Études sur les reptiles.  Part 3, Sect. 1, Liv. 2–15, pp. 33–860,  Mission Scientifique au Mexique et dans l'Amérique Centrale - Recherches Zoologiques. Paris, Imprimerie Imperiale. p. 1012
- Bocourt, F.  (1876a) Note sur quelques reptiles du Mexique. Ann. Sci. Nat., Zool.(6)3(12): 1–4.
- Bocourt, F.  (1876b) Note sur quelques reptiles  de l'Isthme de Tehuantepec (Mexique) donnés par M. Sumichrast au Muséum. J. Zool. (Paris) 5: 386–411.
- Bocourt, F. (1879) Etudes sur les reptiles. Miss. Sci. Mexique, Rech. ZooL. Liv. 6:361-440, p. 21–22, 22A-22D